# Rolf Dohmen
Rolf Dohmen (ur. 4 kwietnia 1952 w Kreuzau) – niemiecki piłkarz występujący na pozycji obrońcy. Trener piłkarski.

## Kariera piłkarska
Dohmen zawodową karierę rozpoczął w 1975 roku w drugoligowej Fortunie Kolonia. Przez dwa lata w jej barwach rozegrał 68 spotkań i zdobył 8 bramek. W listopadzie 1977 roku odszedł do innego drugoligowego zespołu, Karlsruher SC. W 1980 roku awansował z nim do Bundesligi. Zadebiutował w niej 16 sierpnia 1980 roku w przegranym 0:3 pojedynku z Bayernem Monachium. 31 października 1981 roku w przegranym 1:2 meczu z 1. FC Kaiserslautern strzelił natomiast swojego jedynego gola w Bundeslidze. W KSC grał do końca sezonu 1981/1982.
W 1982 roku Dohmen odszedł do drugoligowego SV Darmstadt 98, gdzie w 1985 roku zakończył karierę.

## Kariera trenerska
W sezonie 2000/2001, od 29 stycznia 2001 roku do 2 kwietnia 2001 roku Dohmen był trenerem pierwszoligowego Eintrachtu Frankfurt. W Bundeslidze zadebiutował 4 lutego 2001 roku w wygranym 2:0 meczu z Hansą Rostock. Eintracht poprowadził w ośmiu spotkaniach Bundesligi, z czego z nich dwa wygrał, dwa zremisował i trzy przegrał.